# Tour de Romandía 2001
La 55.ª edición del Tour de Romandía se disputó del 8 de mayo al 13 de mayo de 2001 con un recorrido de 719,3 km dividido en un prólogo inicial y 5 etapas, con inicio en Pfaffnau, y final en Ginebra.
El vencedor fue el italiano Dario Frigo, cubriendo la prueba a una velocidad media de 42,3 km/h.

## Etapas[1]
| Etapa   | Recorrido          | Km    | Ganador          |
| Prólogo | Pfaffnau           | 6,9   | Paolo Savoldelli |
| 1.ª     | Pfaffnau-Tramelan  | 165,7 | Fabrizio Guidi   |
| 2.ª     | Tramelan-Vevey     | 171,7 | Paolo Savoldelli |
| 3.ª     | Payerne            | 25,5  | David Plaza      |
| 4.ª     | Saint Aubin-Nendaz | 171,5 | Gilberto Simoni  |
| 5.ª     | Saxon-Ginebra      | 178   | Mario Cipollini  |

## Clasificaciones
Así quedaron los diez primeros de la clasificación general de la segunda edición del Tour de Romandía
| \| 1. \| Dario Frigo \| Italia \| 16h 59'54" \| \| \| 2. \| Félix García Casas \| España \| + 43" \| \| \| 3. \| Wladimir Belli \| Italia \| + 1'03" \| \| \| 4. \| Óscar Sevilla \| España \| + 1'40" \| \| \| 5. \| Gilberto Simoni \| Italia \| + 1'47" \| \| \| 6. \| Sven Montgomery \| Suiza \| + 1'54" \| \| \| 7. \| David Plaza \| España \| + 2'01" \| \| \| 8. \| Kurt Van de Wouwer \| Bélgica \| + 2'08" \| \| \| 9. \| David Moncoutié \| Francia \| + 2'36" \| \| \| 10. \| Oscar Camenzind \| Suiza \| + 2'38" \| \| |                    |         |            |  |
| 1. | Dario Frigo        | Italia  | 16h 59'54" |  |
| 2. | Félix García Casas | España  | + 43"      |  |
| 3. | Wladimir Belli     | Italia  | + 1'03"    |  |
| 4. | Óscar Sevilla      | España  | + 1'40"    |  |
| 5. | Gilberto Simoni    | Italia  | + 1'47"    |  |
| 6. | Sven Montgomery    | Suiza   | + 1'54"    |  |
| 7. | David Plaza        | España  | + 2'01"    |  |
| 8. | Kurt Van de Wouwer | Bélgica | + 2'08"    |  |
| 9. | David Moncoutié    | Francia | + 2'36"    |  |
| 10. | Oscar Camenzind    | Suiza   | + 2'38"    |  |

| \| 1. \| Mariano Piccoli \| Italia \| 55 puntos \| \| 2. \| Dario Frigo \| Italia \| 55 puntos \| \| 3. \| Paolo Savoldelli \| Italia \| 43 puntos \| |                  |        |           |
| 1. | Mariano Piccoli  | Italia | 55 puntos |
| 2. | Dario Frigo      | Italia | 55 puntos |
| 3. | Paolo Savoldelli | Italia | 43 puntos |

| \| 1. \| Laurent Desbiens \| Francia \| 20 puntos \| \| 2. \| Wladimir Belli \| Italia \| 18 puntos \| \| 3. \| Sven Montgomery \| Suiza \| 16 puntos \| |                  |         |           |
| 1. | Laurent Desbiens | Francia | 20 puntos |
| 2. | Wladimir Belli   | Italia  | 18 puntos |
| 3. | Sven Montgomery  | Suiza   | 16 puntos |